# 淡水木下靜涯舊居
25°10′17″N 121°26′21″E / 25.171441°N 121.439204°E
淡水木下靜涯舊居，又稱世外莊，位於臺灣新北市淡水區淡水紅樓旁，為木下靜涯從1923年到1946年的租屋處，臺灣畫家會來此聚會，列新北市歷史建築。全園區由新北市立淡水古蹟博物館負責營運。

## 外觀
淡水木下靜涯舊居與比鄰的白樓、達觀樓都在面向觀音山的坡路上，周邊綠蔭環繞。
建築呈現矩形，高8公尺，面寬約12公尺。一樓為唭哩岸岩砌成的石條牆面，二樓採用扁平空心的尺二磚做斗子砌牆，以減輕建物壓力。格局為傳統三開間，承重牆、磚柱、石砌牆基、斗砌牆身、窗戶開口以及短遮簷取自本土。屋頂為適應多雨的淡水，屬兩層落水形式，且簷廊磚柱間設有雨庇以降低雨水潑入簷廊。
旁邊空地，立有刻著木下遺言「好日好日又好日」的雕石。

## 居住
木下靜涯舊居實際興建已不可考，推估建於清治末年，原先地址是淡水街三層厝二十六番地。
1919年，木下靜涯與友人們計畫去印度阿旃陀石窟欣賞壁畫而路過臺灣時，一位友人正巧生了傷寒，讓留下的木下靜涯散盡旅費，只好在臺灣賣畫維生。他1923年時將妻子與孩子接到臺灣，該年承租此屋並取名「世外莊」。此處能遠眺觀音山與俯瞰淡水河出海口，在他藝術觀下這種風景最宜用水墨來表現。在此居住時，他喜歡戴著粉紅色墨鏡，還會邀吆喝藝術同好前來，如林玉山、郭雪湖、蔡雲巖等台灣膠彩畫皆是常客。
日本戰敗後，1946年，木下靜涯返回日本時，將大量書籍與畫作留給蔡雲巖。此宅於1953年改為淡水稅捐稽徵分處職員宿舍，由財政部國有財產署北分署管理建物，地址是三民街2巷2號。

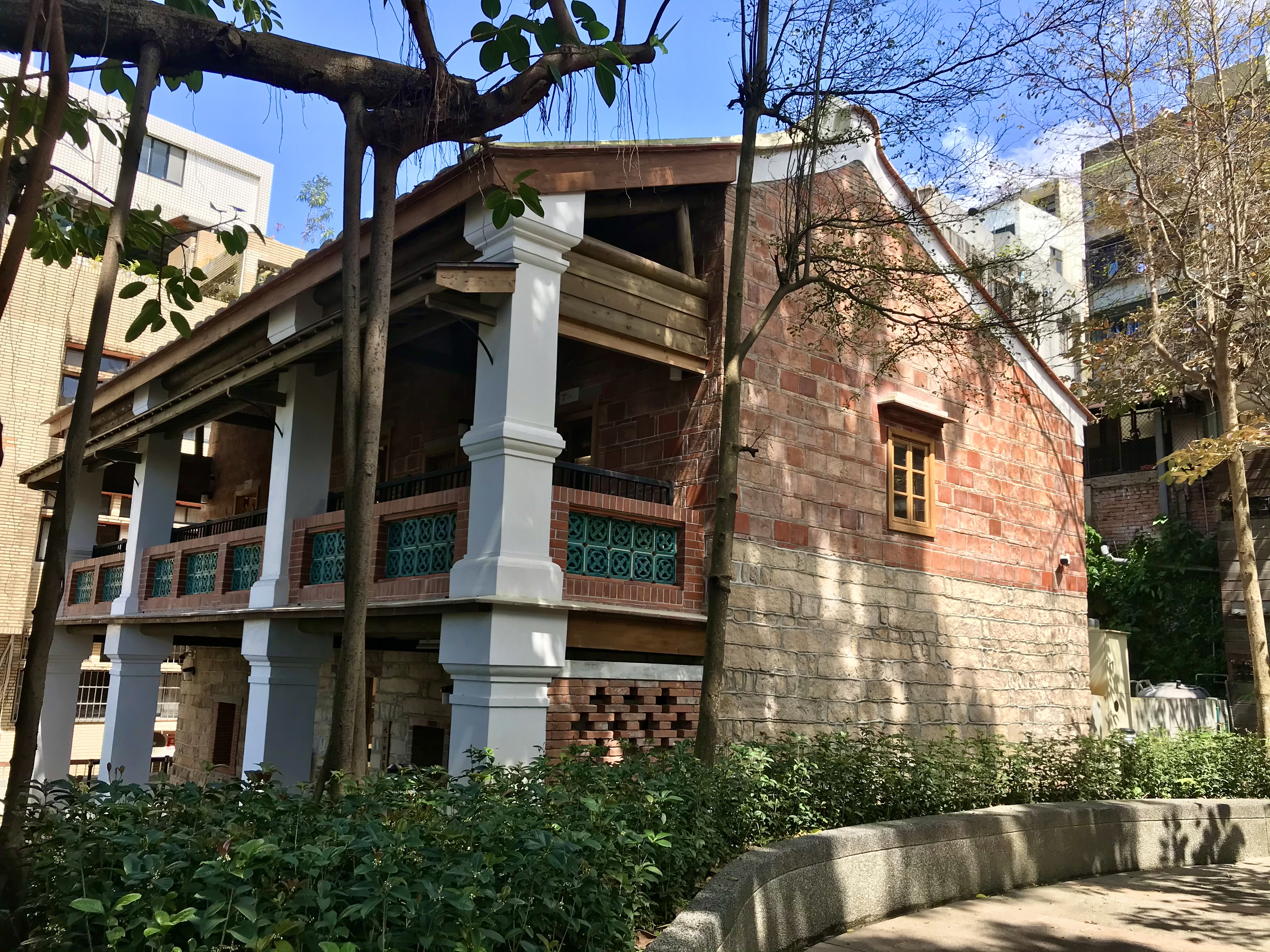
舊居側面

## 修復
蔡雲巖兒子蔡嘉光過世前，告訴妻子江秋瑩要修復木下靜涯舊居。2010年12月8日，此屋登錄為新北市歷史建築。雖然建物修復再利用計畫、工程規畫設計雖陸續於2013年、2015年完成，國產署北區分署卻未如期進行修復。2017年7月國財署編列約新台幣1200萬整修預算被行政院主計總處剔除後，市議員鄭金隆要求新北市政府文化局應該開罰國產署。12月，新北文化局多次要求國產署編修復無果後，裁罰國產署30萬元。2018年9月12日，國財署署長曾國基回應近年來因人力有限，加上修復經費高而無力維護，願外界引資以省公帑。10月18日，因民眾反映破損更加嚴重，局長林寬裕前往現場了解，並要求國有財產署修復。國產署不服罰款，提起行政訴訟，被臺灣新北地方法院在2019年以文化局無法舉證損壞時間，改判國產署免罰。4月10日，國產署同意編列1600萬總經費，第一期經費1千1百萬，分為兩年編列。2020年，經多次討論，國產署和文化部共同編列2206萬元展開修復計畫 ，由新北市文化局代辦。
2021年修復後，一樓作為介紹木下靜涯生平、貢獻與修復歷程，二樓展示他在淡水的日常生活故事與創作場景。在此次修復時，蔡雲巖後代提供多數資料和畫作。11月26日開幕時，新北市副市長謝政達、文化局副局長于玟、市政顧問蔡葉偉、淡水區長巫宗仁、淡水古蹟博物館長黃麗鈴、展覽顧問江秋瑩及地方文史工作者等出席，並特地戴上模仿木下靜涯的粉紅色墨鏡。